# Championnat de Zambie de football 2016
Navigation
Saison précédente Saison suivante
La saison 2016 du Championnat de Zambie de football est la cinquante-cinquième édition de la première division en Zambie. Les dix-huit meilleures équipes du pays sont regroupées au sein d'une poule unique où elles s'affrontent deux fois, à domicile et à l'extérieur. En fin de saison, pour permettre l'extension du championnat à vingt clubs, les deux derniers du classement sont relégués et remplacés par les deux premiers de chacune des deux groupes géographiques de Zambian Second Division, la deuxième division zambienne.
C'est le club de Zanaco FC qui remporte le championnat cette saison après avoir terminé en tête du classement, avec neuf points d'avance sur le double tenant du titre, ZESCO United et onze sur Nkana FC. C'est le septième titre de champion de Zambie de l'histoire du club.

## Les clubs participants
- Kabwe Warriors FC - Promu de Second Division
- Power Dynamos FC
- Nchanga Rangers FC
- Nkwazi FC
- Green Buffaloes FC
- Green Eagles FC
- Nkana FC
- Lusaka Dynamos FC
- Red Arrows FC
- Zanaco FC
- ZESCO United FC
- Lumwana Radiants FC - Promu de Second Division
- NAPSA Stars Lusaka
- Nakambala Leopards FC
- Forest Rangers FC
- Mufulira Wanderers FC
- Lusaka Tigers FC - Promu de Second Division
- Mufulira Blackpool FC - Promu de Second Division

## Compétition
Le barème de points servant à établir le classement se décompose ainsi :
- Victoire : 3 points
- Match nul : 1 point
- Défaite : 0 point

### Classement
| Rang | Équipe                 | Pts | J  | G  | N  | P  | Bp | Bc | Diff |
| ---- | ---------------------- | --- | -- | -- | -- | -- | -- | -- | ---- |
| 1    | Zanaco FC              | 81  | 34 | 25 | 6  | 3  | 71 | 16 | +55  |
| 2    | ZESCO United FC'T'C    | 72  | 34 | 21 | 9  | 4  | 56 | 18 | +38  |
| 3    | Nkana FC               | 70  | 34 | 21 | 7  | 6  | 57 | 30 | +27  |
| 4    | Power Dynamos FC       | 61  | 34 | 18 | 7  | 9  | 47 | 29 | +18  |
| 5    | Green Buffaloes FC     | 53  | 34 | 15 | 8  | 11 | 38 | 32 | +6   |
| 6    | Kabwe Warriors FCP     | 50  | 34 | 13 | 11 | 10 | 33 | 28 | +5   |
| 7    | Red Arrows FC          | 46  | 34 | 11 | 13 | 10 | 27 | 30 | -3   |
| 8    | Nkwazi FC              | 45  | 34 | 10 | 15 | 9  | 40 | 39 | +1   |
| 9    | Forest Rangers FC      | 43  | 34 | 12 | 7  | 15 | 26 | 33 | -7   |
| 10   | NAPSA Stars Lusaka     | 42  | 34 | 10 | 12 | 12 | 28 | 30 | -2   |
| 11   | Mufulira Wanderers FC  | 39  | 34 | 7  | 18 | 9  | 26 | 33 | -7   |
| 12   | Nchanga Rangers FC     | 39  | 34 | 10 | 9  | 15 | 28 | 36 | -8   |
| 13   | Green Eagles FC        | 38  | 34 | 9  | 11 | 14 | 26 | 30 | -4   |
| 14   | Lumwana Radiants FCP   | 38  | 34 | 9  | 11 | 14 | 23 | 31 | -8   |
| 15   | Lusaka Dynamos FC      | 36  | 34 | 9  | 9  | 16 | 28 | 50 | -22  |
| 16   | Nakambala Leopards FC  | 35  | 34 | 8  | 11 | 15 | 24 | 39 | -15  |
| 17   | Lusaka Tigers FCP      | 25  | 34 | 5  | 10 | 19 | 18 | 49 | -31  |
| 18   | Mufulira Blackpool FCP | 12  | 34 | 0  | 12 | 22 | 9  | 52 | -43  |

|  | Qualification pour la Ligue des champions de la CAF 2017                             |
|  | Qualification pour la Coupe de la confédération 2017                                 |
|  | Relégation directe en Second Division                                                |
|  | T : Tenant du titre C : Vainqueur de la Coupe de Zambie P : Promu de Second Division |

## Bilan de la saison
| Championnat de Zambie de football 2016      |                       |
| Champion                                    | Zanaco FC (7e titre)  |
| Coupes et trophées                          |                       |
| Vainqueur de la Coupe de Zambie 2016        | ZESCO United FC       |
| Qualifications continentales                |                       |
| Ligue des champions de la CAF 2017          | Zanaco FC             |
| Coupe de la confédération 2017              | ZESCO United FC       |
| Promotions et relégations                   |                       |
| Promus en Championnat de Zambie de football | Konkola Blades FC     |
| Promus en Championnat de Zambie de football | City of Lusaka FC     |
| Promus en Championnat de Zambie de football | Real Nakonde FC       |
| Promus en Championnat de Zambie de football | AM Welding FC         |
| Relégués en Division One                    | Lusaka Tigers FC      |
| Relégués en Division One                    | Mufulira Blackpool FC |